# جوسيف شولتس
جوسيف شولتس (بالألمانية: Josef Schulz)‏ هو مقاوم وعسكري ألماني، ولد في 1909 في فوبرتال في ألمانيا، وتوفي في 19 يوليو 1941 في Smederevska Palanka ‏ في صربيا.